# 義務
義務（ぎむ）とは、従うべきとされることまたはしなければならないことを意味する。義務の根拠としては、理性、道徳・倫理、宗教、法制度（法令・契約など）、慣習などが挙げられる。義務に反した場合には、制裁があるとされる。制裁には、内面的・物理的・社会的なものがある。
なお、日本語の「義務」という語は西周によるものとされている。

## 義務の分類
義務の根拠に応じて、 義務の性質は異なる。以下では、宗教的義務、道徳的・倫理的義務、社会的義務、法的義務に分けて説明する。ただし、ある義務は、分類上区別される複数の根拠を持つことが多く、大勢として求められる根拠が、年代・地域によって異なる側面もあるため、義務の分類は、あくまで便宜的である。

### 宗教的義務
ユダヤ教、キリスト教、イスラム教などの一神教における義務についてはそれぞれの項目を参照のこと。

### 道徳的・倫理的義務
道徳的な意味では、義務はしばしば当為と呼ばれる。
ストア派は、ロゴス（理性）から生じた共通の「自然法」に従うことを、義務（徳）とした。
カントは、人間は、人間に備わっている実践理性が命ずる、最高善・魂の不死・神といった超感性的な対象と共に要請され、それらに支えられる（普遍妥当的な）道徳法則に従って生きるべきであると考える。しかし、人間は理性的であると同時に感性的欲求を持つ存在であるため、実践理性が命ずる道徳法則は、内面的・自発的な当為として現れると考える（定言命法)。
ハーバーマスは、道徳的義務の根拠を、定言命法のような実践理性の形而上学には求めず、対話的理性による人間相互の同意・承認に求める。

### 社会的義務
社会的義務とは、個人が属する社会に応じて従うべきとされることを意味する。しばしば、社会的責任と称される。社会的義務は、個人が属する身分・地位・職業・地域・組織などに応じた、継続的・非継続的な社会関係に応じて認められうる。

### 法的義務（実定法上の義務）
近代国家における法的義務（実定法上の義務）とは、通常、政治的権威（もっぱら、国家の構成員（国民・人民）を代表する議会）が定める一般的規範（法律）の中に規定される義務を意味する。形式的には私法（民法）上の義務、刑法上の義務、手続法上の義務などがある。実質的には、国家が国家の構成員に対して課す義務と、国家の構成員の間において認められる義務とがある。現代的・立憲主義的憲法においては、国家の構成員が、国家に対し国家の構成員の権利・自由を擁護すべき義務を課すとされており、その観点からは、国家が定める法律上の義務は、憲法上の人権規定に適合する範囲で規定されなければならない。
法的義務は、法令に基づき、または当事者の法律行為（契約等）に基づいて生じる。私法上の義務の履行は、原則的に任意にされるべきであるが、不履行の場合には国家により履行が強制される（強制執行）。刑法に違反した場合には、国家による制裁（刑罰）が予定されている。その他、行政上の取締りに実効性を持たせるために、行政法上の義務違反に対して科される行政罰もある。

## 「義務」を含む用語
ここでは、「義務」という言葉を含む用語についていくつか説明する。上述の義務一般の説明とは必ずしもリンクしないこともあるので注意されたい。

### 日本における実定法上の義務
法令上の義務により、人が作為あるいは不作為を負うかで、作為義務（さくいぎむ）と不作為義務（ふさくいぎむ）と分類されることがある。強制執行の方法や刑法の不作為犯の議論について問題になる。
- 作為義務 - 特定の作為を行うべき義務。特定の行為が法によって強制されている場合に人が負う義務のことである。借りた金を返す義務など。
  - 代替的作為義務 - 作為を行うべき義務のうち、特定の義務者以外の者によっても履行しうる義務。例えば、川岸に不法に係留した船を撤去すべき義務など。
  - 非代替的作為義務 - 作為を行うべき義務のうち、特定の義務者でなければ履行できない義務。例えば、著名なピアニストがソロコンサートでピアノを弾く義務など。
- 不作為義務 - 特定の作為を行ってはならないこと（不作為）を内容とする義務。特定の行為を法によって禁止している場合に人が負う義務のことである。
  - ストーカーに対し、被害者の周囲500メートルへの接近を禁じる命令。
  - 競業避止義務

### 憲法の義務規定
憲法には、いくつかの義務規定がある。
近代憲法（立憲主義的憲法）は、国民の権利と国家の義務を規定するものである。すなわち国家に着目すると、国家が人の生来的な権利や自由を保障し、また国家が国民を支配する際の限界を示したものである。そのため、本来の意味での憲法的義務は、国家ないし権力を行使する者に対して課す「憲法を尊重し擁護する義務」（憲法尊重擁護義務）のみであり、憲法自体がこの義務を具体化した規定とも言いうる。日本では日本国憲法第99条が「天皇又は摂政及び国務大臣、国会議員、裁判官その他の公務員は、この憲法を尊重し擁護する義務を負ふ。」として、この義務を定める。
他方、国家は国民に対して様々な義務を課すが、それは人権相互の矛盾衝突を調整するため（公共の福祉）であり、法の支配の原理に基づいて、議会の立法によることを必要とし、国民の憲法上の権利を侵害しない範囲にとどまらなければならない。そして、一般に国民の義務は法令遵守義務（実定法上の義務）として存在し、憲法の人権規定の中で国民の義務を定める意義は薄い。そのため、憲法の中で定められた国民の義務は、具体的な法的義務としての意味はなく、国民に対する倫理的指針としての意味、あるいは、立法による義務設定の予告としての意味を持つにとどまる。
日本国憲法には、国民の義務として、教育の義務（26条2項）・勤労の義務（27条1項）・納税の義務（30条）の3つを定めている。これらは一般に、「国民の憲法上の義務」あるいは「国民の三大義務」と呼ばれる。諸外国の憲法には、初期に近代成文憲法を制定したアメリカ・フランスを除き、人権規定の中に義務規定を置くものが多い。日本国憲法においても、人権規定を定めた第三章の中に義務規定を置き、その標題を「国民の権利及び義務」としている。
なお、この三大義務のうち「教育の義務」は、「保護する子女に普通教育を受けさせる」という保護者の義務であって、「子供が学校に行く義務」ではない。これは、形式的には国家に対する義務だが、実質的には子女に対する義務と解されるからである。
また、憲法は、この3つの義務以外にも12条に「この憲法が国民に保障する自由及び権利は、国民の不断の努力によつて、これを保持しなければならない。又、国民は、これを濫用してはならないのであつて、常に公共の福祉のためにこれを利用する責任を負ふ」として、いわゆる人権保持の義務を定めている。これも、人権の歴史的意義と保持のための国民の責務を述べたものであって、精神的指針としての意味はあるものの、具体的な法的義務を国民に課したものではないと解されている。
かつて、大日本帝国憲法の下では、兵役の義務（20条）・納税の義務（21条）・教育の義務（憲法ではなく教育勅語により定められた）が「臣民の三大義務」と呼ばれ、この憲法の人権規定である第二章の標題は「臣民権利義務」とされた。大日本帝国憲法の下では、生来の自然権としての人権意識が希薄であった（全ての自由権は「法の定める範囲内で」と留保が付された。よって立法によりいくらでも制限出来た）ため、国民の国家に対する義務が強調され重視された。この3つの義務は、中でも特に重要な義務であるがゆえに、憲法（あるいは勅語）に定められたと捉えられた。